# Abbazia benedettina del Santissimo Salvatore
L'abbazia benedettina del Santo Salvatore è una architettura religiosa sita nel comune di San Salvatore Telesino, in provincia di Benevento.
Il complesso abbaziale è costituito dalla chiesa, dall'ex monastero e da un oratorio.
Nella chiesa ha sede l'antiquarium di Telesia, una raccolta di reperti archeologici provenienti dagli scavi della vicina città romana. 

## Storia

### Le origini
Secondo Libero Petrucci, storico locale, l'abbazia sarebbe stata fondata a Telesia tra gli anni 774 e 787 d.C. da Arechi II, duca longobardo di Benevento. Con la distruzione della città ad opera dei saraceni (846-847 d.C.) il complesso benedettino sarebbe stato edificato nel luogo attuale, su di un terreno che era già di proprietà dell'abbazia.
Secondo Angelo Michele Iannacchino, vescovo di Cerreto Sannita dal 1895 al 1918, l'abbazia nacque nel IX secolo come "cella" dipendente dall'abbazia di Montecassino. Il vescovo asserisce che questa "cella" era amministrata da un preposito e a sostegno di questa tesi presenta un atto di donazione del duca Aione II di Benevento (884-891 d.C.) che recita «Tibi Croscio Medico praeposito ad partem monasterii S. Benedicti».
Dante Marrocco, altro storico locale, sconfessa le tesi precedenti sia perché non vi è alcun cenno del complesso sino al 1075 e sia perché i telesini, prima dell'anno 1000, effettuarono numerose donazioni ed elargizioni a diversi monasteri benedettini della Campania e del Lazio. Il Marrocco conclude affermando che se in quegli anni già esisteva l'abbazia, di certo i telesini non avrebbero effettuato donazioni a monasteri lontani. Egli inoltre accetta con riserve l'atto di donazione citato da mons. Ianacchino perché non vi si nomina San Salvatore. Lo stesso studioso non esclude che prima dell'anno 1075 vi fosse una "cella" dipendente da Montecassino ma comunque priva di importanza.
Luigi Romolo Cielo, uno fra gli ultimi studiosi ad essersi interessato del complesso di San Salvatore, condivide la tesi di Dante Marrocco circa l'origine dell'abbazia fissandola all'XI secolo. Cielo ipotizza che l'edificio sia stato edificato da un nobile normanno fra gli anni 1065-1075, periodo in cui il dominio normanno nell'Italia meridionale andava assestandosi e vedeva la costruzione di importanti edifici religiosi da parte di questi nuovi dominatori. Lo studioso individua il finanziatore del cantiere nella persona del conte Roberto di Alife, e attribuisce il progetto della chiesa al colto abate Giovanni. Inoltre, esclude qualsiasi dipendenza del complesso dall'abbazia di Montecassino perché nell'archivio di quest'ultima non vi è alcun documento che dimostri tale rapporto di dipendenza.
La prima notizia documentata dell'esistenza dell'abbazia risale all'anno 1075 quando Leopoldo, abate di San Salvatore, sottoscrive una decisione sinodale dell'arcivescovo di Benevento Milone in favore dell'abate di Santa Sofia Madelmo.
Tre anni dopo lo stesso abate Leopoldo assieme al metropolita, a undici vescovi e ad altri tre abati, partecipa al Concilio provinciale di Benevento.

### Il periodo di massimo splendore

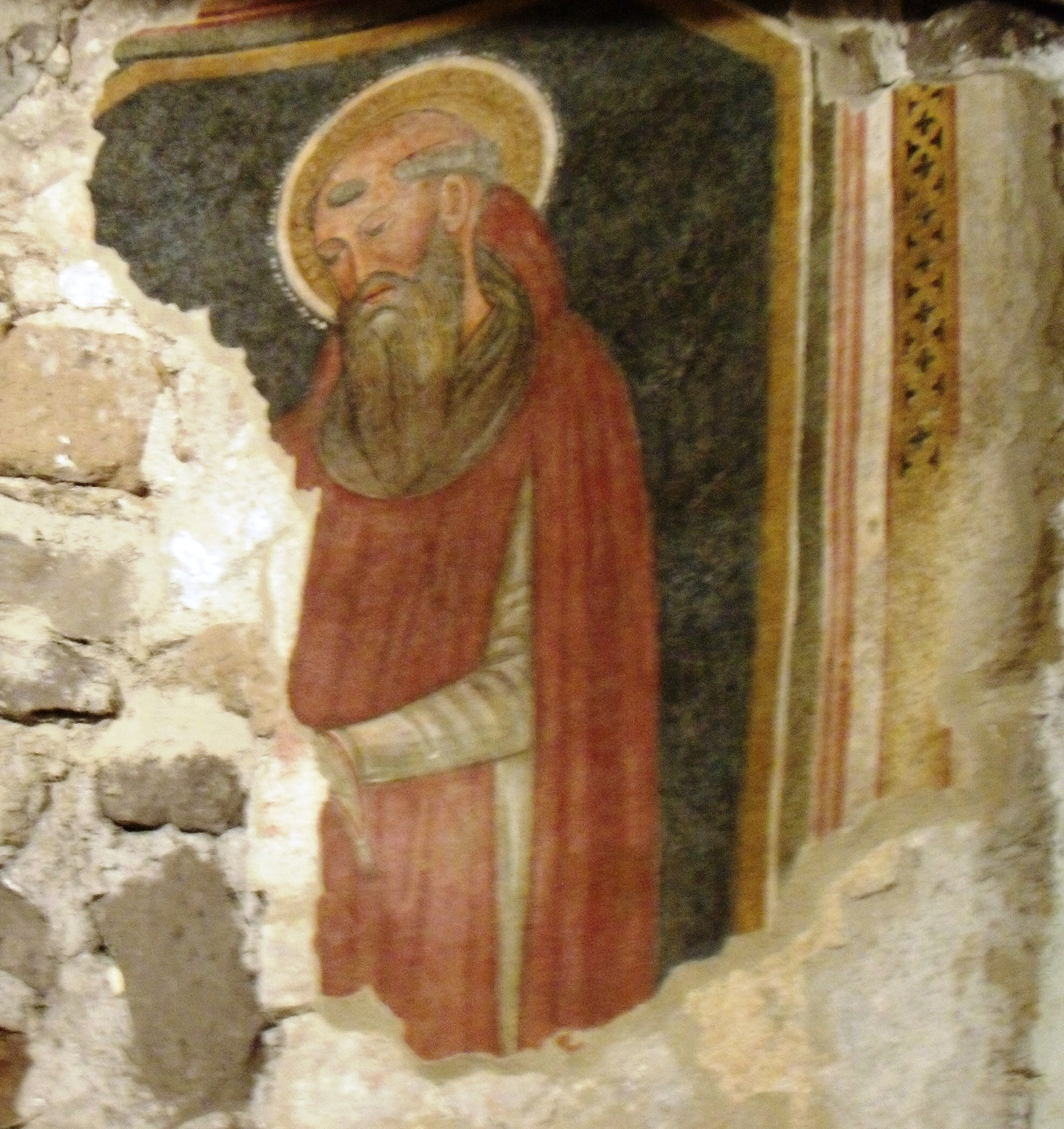
Affresco raffigurante san Benedetto (XII-XIII secolo) nell'abside della navata sinistra della chiesa.

All'abate Leopoldo succede l'abate Giovanni, uomo colto, già allievo di sant'Anselmo d'Aosta nell'abbazia di Bec in Francia, che regge l'abbazia su incarico di papa Urbano II per alcuni anni, prima della sua promozione a vescovo di Tuscolo. Alla fine dell'XI secolo, su invito dell'abate Giovanni, l'abbazia ospita sant'Anselmo che secondo la tradizione vi scrive una parte della sua opera Cur deus homo.
A Giovanni succede Gervasio, citato in un documento papale dell'anno 1113, e quindi l'abate Alessandro Telesino, uomo colto e intraprendente. Ad Alife conosce Matilde di Altavilla, sorella di Ruggero II di Sicilia e moglie di Rainulfo II Querrel-Drengot, conte di Alife. Diventato confidente e confessore personale della contessa, scriverà poi, su invito di Matilde, le gesta di Ruggero il normanno, la sua opera più importante, la Ystoria Rogerii regis Sicilie Calabrie atque Apulie, biografia del re Ruggero II.
Il re tenne sempre in considerazione l'abate e visitò due volte l'abbazia corredando le sue visite con cospicue donazioni. Infatti il sovrano donò al monastero i feudi di San Salvatore, la collina della Rocca, il feudo di Carattano e Villa degli Schiavi riconoscendo agli abati il diritto di amministrare la giustizia.
All'abate Alessandro succede l'abate Stefano, annoverato come priore nel 1135 e promosso abate probabilmente intorno al 1143-44 quando Alessandro si autosospende per scrivere la biografia di re Ruggero. Il nuovo abate allo stesso modo del predecessore riesce ad entrare nelle grazie del re tanto da accompagnarlo in diversi viaggi e da ottenere numerose altre donazioni. Stefano è conosciuto in particolar modo per essere citato come abate di San Salvatore nell'unico codice miniato telesino giunto fino ai giorni nostri e che testimonia la presenza in questa abbazia di monaci particolarmente bravi nello scrivere a mano testi e codici arricchendoli di splendide miniature. Questo unico codice sopravvissuto, custodito nella Biblioteca Civica Gambalunga di Rimini, è datato al 1144-54 e contiene tre testi a soggetto religioso. Nel codice, oltre all'abate Stefano, indicato come committente, sono indicati anche il nome dell'emanuense (Giovanni) e la persona destinataria del dono, Ebulo di Magliano Vetere, un alto funzionario reale. L'abate Stefano, a sua volta, è il destinatario di un codice scritto nell'abbazia di San Lorenzo ad Aversa scritto dal monaco Walterius.
Nel XII secolo l'abbazia amplia la sua giurisdizione ottenendo i feudi di Dragoni, Baia e Montecalvo. Contemporaneamente si assiste ad una crisi di autorevolezza degli abati che va inserita in un più ampio contesto di disordini che interessano il principato di Capua. Nel 1198 l'abate viene giudicato inadatto a governare e per la nomina del suo successore diviene necessaria la conferma papale.
Dopo il governo dell'abate Teobaldo, diventa abate Giovanni di Capua, consacrato ad Anagni nel 1238 da papa Gregorio IX. In questo periodo l'imperatore Federico II di Svevia ordina di inventariare i beni dell'abbazia affidando l'incarico al giudice Pietro di Telese e obbliga gli uomini che abitavano il "casale di San Salvatore de Telesia" a lavorare al restauro del castello di Caiazzo.
Nel 1295 Carlo II d'Angiò emana un diploma che concede agli abati di San Salvatore la presa di possesso di diverse terre come Raieta, Castelvenere, Alvignanello, Campagnano e Corto Porto.
Nel gennaio del 1306 diventa abate Benedetto. A maggio il re Carlo II di Napoli ordina al giustiziere di Terra di Lavoro di far prestare giuramento di fedeltà al nuovo abate dagli abitanti di Casal San Salvatore, Schiavi, Carattano, Curti, Porto, Raieta, Campagnano, Alvignano e Veneri, tutti possedimenti dell'abbazia. A Benedetto succede Berengario Marziale, monaco di San Lorenzo di Aversa, e quindi Vito, abate dell'abbazia di San Lupo a Benevento. Quest'ultimo nei primi di ottobre del 1343, accompagnato da alcuni ufficiali, si reca nel feudo di Carattano per amministrare la giustizia. Al suo arrivo i contadini lo assalgono con urla e con lanci di pietre. L'abate ricorrerà poi alla regina la quale ordinerà alla Gran Corte della Vicaria di punire i colpevoli.
Nella seconda metà del Trecento figurano come abati Mauro e Anello da Napoli. Nella seconda metà del Quattrocento diventa abate un certo Mattia.

### La decadenza

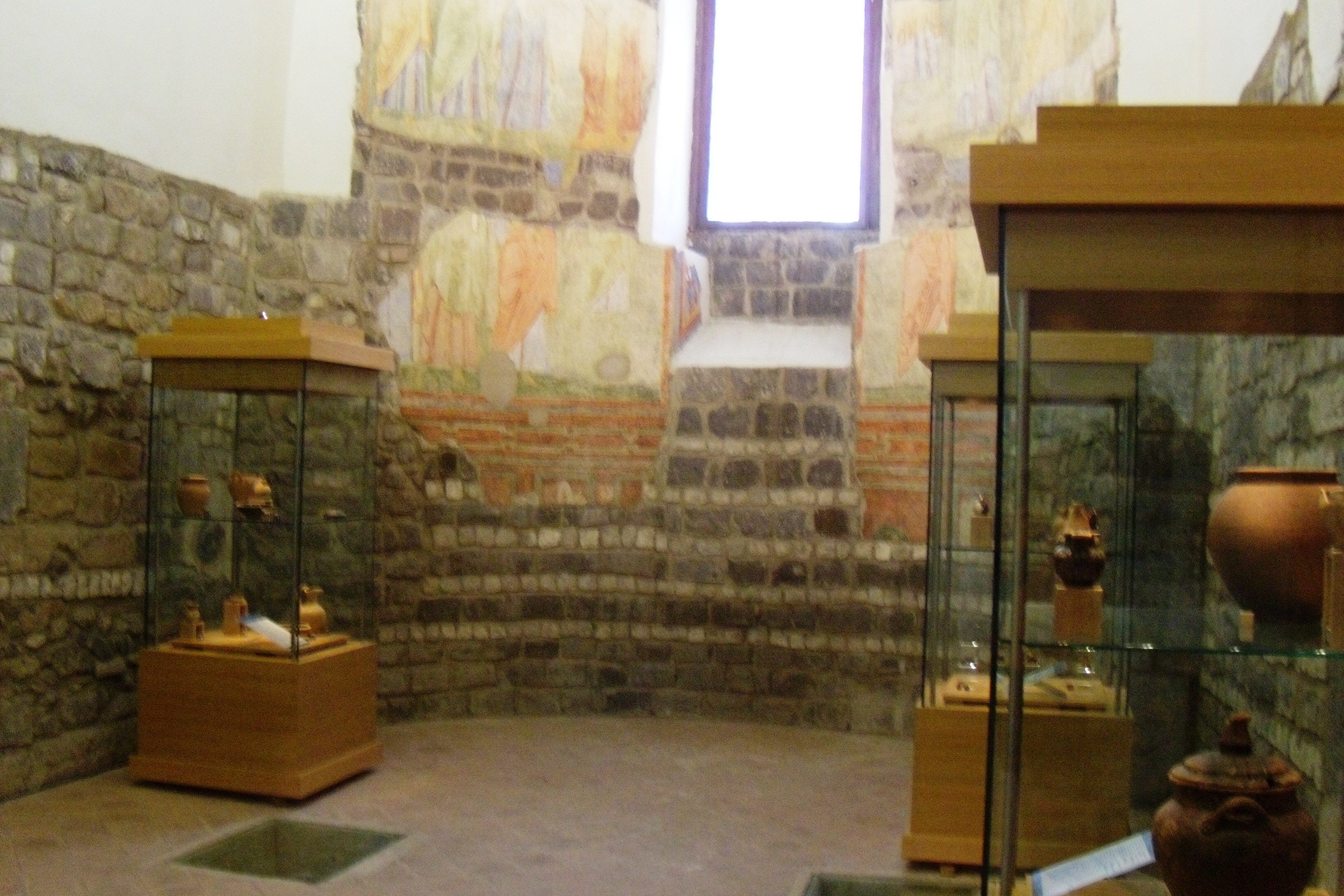
L'abside centrale della chiesa dell'abbazia.

Il coinvolgimento dell'abate Mattia nella congiura dei baroni causò la fine dell'abbazia. L'abate infatti, avendo parteggiato per i signori ribelli, subì la vendetta del re Ferdinando I di Napoli che distrusse il feudo di Carattano, mandò in esilio l'abate e si impossessò di tutti i feudi di proprietà del monastero affidandone l'amministrazione ad un certo Caprio Riccio di Faicchio.
L'abbazia fu soppressa nel 1459-60 quando fu trasformata in commenda affidata ad un amministratore che risiedeva a Roma.
Nel 1596 il complesso benedettino venne trovato abbandonato dal vescovo Savino. La chiesa era semi cadente e gli altari erano carenti delle necessarie suppellettili per celebrare la messa.
A seguito del terremoto del 5 giugno 1688 il vescovo Giovanni Battista de Bellis annotava che il sisma aveva completato l'opera di distruzione che l'incuria dell'uomo aveva iniziato. Un sacerdote, don Giuseppe Corrado, scrisse che «come essendo succeduto per Divina dispositione il tremuoto, più terre sono cadute... che non se ne vedono li vestigi, et così la Chiesa et palazzo dell'Abbazia di S. Salvatore».
Nella seconda metà del XVIII secolo ebbe fine la commenda e le sue rendite furono trasferite allo Stato.
Nel 1806 l'abbazia fu venduta ad alcuni privati e fu adibita anche a mulino.
Nel 1994 la chiesa è stata acquistata dal comune che l'ha restaurata e che ha ricostruito il tetto delle navate, crollato nel corso dei secoli.
La chiesa ospita dal 2010 l'antiquarium di Telesia mentre l'ex monastero, in parte crollato, è di proprietà privata ed è sede di un ristorante.

## L'abbazia
L'abbazia sorge, come altre architetture simili medievali, sui ruderi di un insediamento romano o, forse, di una villa romana, come testimonia il ritrovamento di un mosaico romano effettuato durante gli scavi curati dalla Sovrintendenza archeologica di Salerno nel 1991.

### La chiesa (Antiquarium di Telesia)

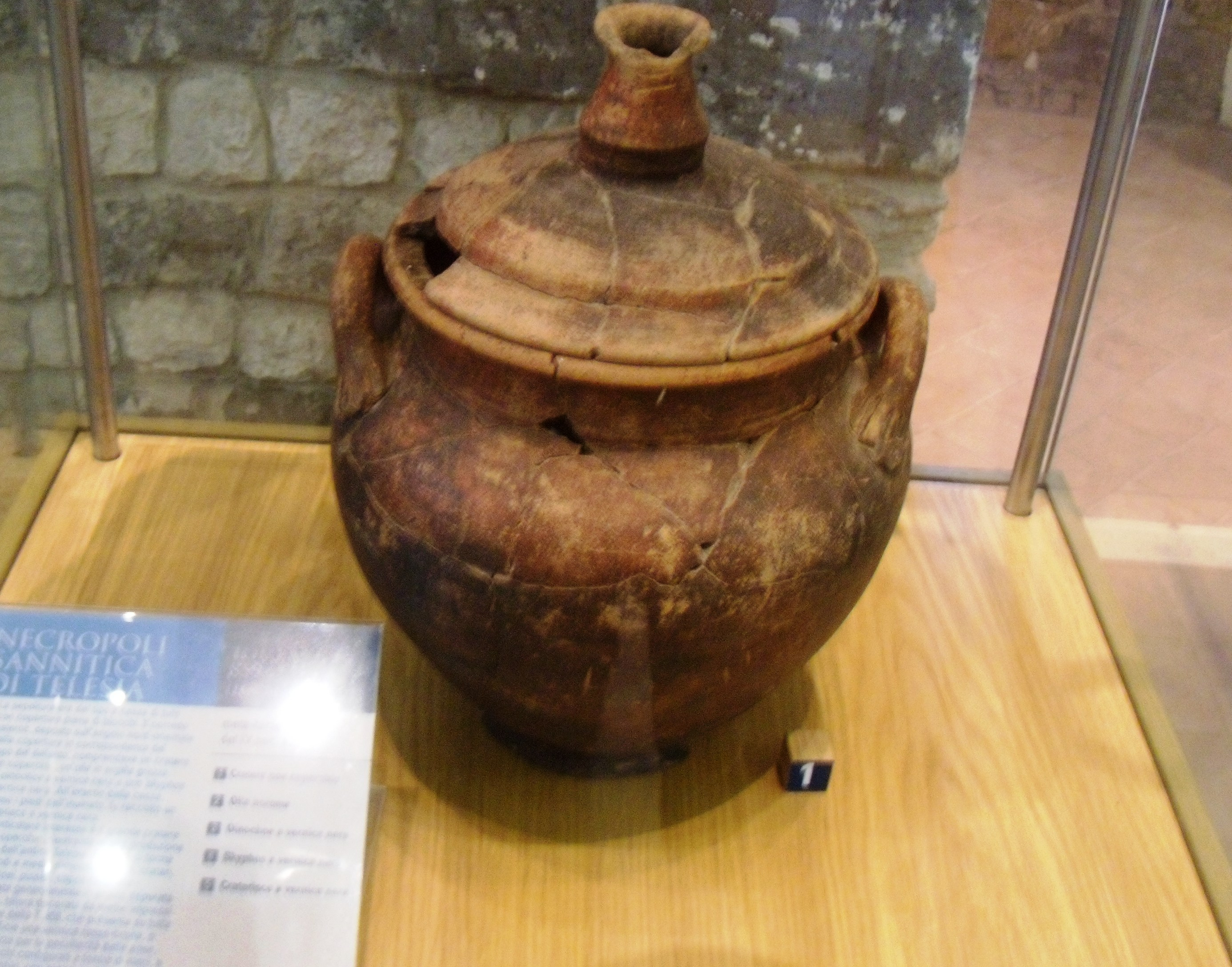
Uno dei reperti provenienti dalla necropoli sannita di Telesia.

La chiesa, oggi come nei secoli scorsi, non aveva un accesso diretto sulla strada ma la si poteva raggiungere solo dopo essere entrati nel monastero e dopo aver varcato un cortile interno ancora oggi esistente.
Attualmente l'accesso all'edificio sacro avviene dalla parte posteriore della chiesa perché la parte anteriore è di proprietà privata.
La chiesa, in stile romanico, ha una pianta basilicale con tre navate, cupola e transetto. Ogni navata termina in un'abside.
Nel corso degli anni, dopo la vendita ai privati dell'abbazia, la parte terminale della chiesa (transetto e absidi) è stata separata con delle murature dal resto della struttura. Per questo motivo il transetto e le absidi costituiscono attualmente una serie di ambienti a parte comunicanti tra loro e con il resto della chiesa tramite delle porte.
Il primo ambiente corrisponde all'originario transetto sinistro. Oggi è sede dello sportello informazioni dell'antiquarium.
Il secondo ambiente, corrispondente alla parte centrale del transetto, custodisce alcuni reperti lapidei di età romana provenienti da Telesia.
Dal secondo ambiente si può accedere all'abside centrale avente una terminazione semicircolare dove si possono ancora oggi vedere delle figure ad affresco che costituivano un corteo di apostoli o di santi. Nelle teche situate in questa sala si possono ammirare diversi reperti ceramici provenienti dalla necropoli di età sannita di Telesia.
Una porta a sinistra immette nella piccola abside della navata sinistra che conserva due resti di affreschi. Uno di essi raffigura San Benedetto.
Mediante una porta a destra si accede all'abside della navata destra che conserva un affresco raffigurante Santa Scolastica.
Gli affreschi, risalenti al XII-XIII secolo, sono stati restaurati nel 2007.
Nella sala che costituiva il transetto destro della chiesa si possono ammirare altre opere lapidee, epigrafi e cippi funerari trovati a Telesia. Di particolare interesse è un monumento funerario avente tre teste ad altorilievo.
Durante i recenti lavori di restauro delle navate della chiesa sono state rinvenute delle antiche sepolture che sono visibili grazie a delle vetrate poste nel pavimento.

### Oratorio

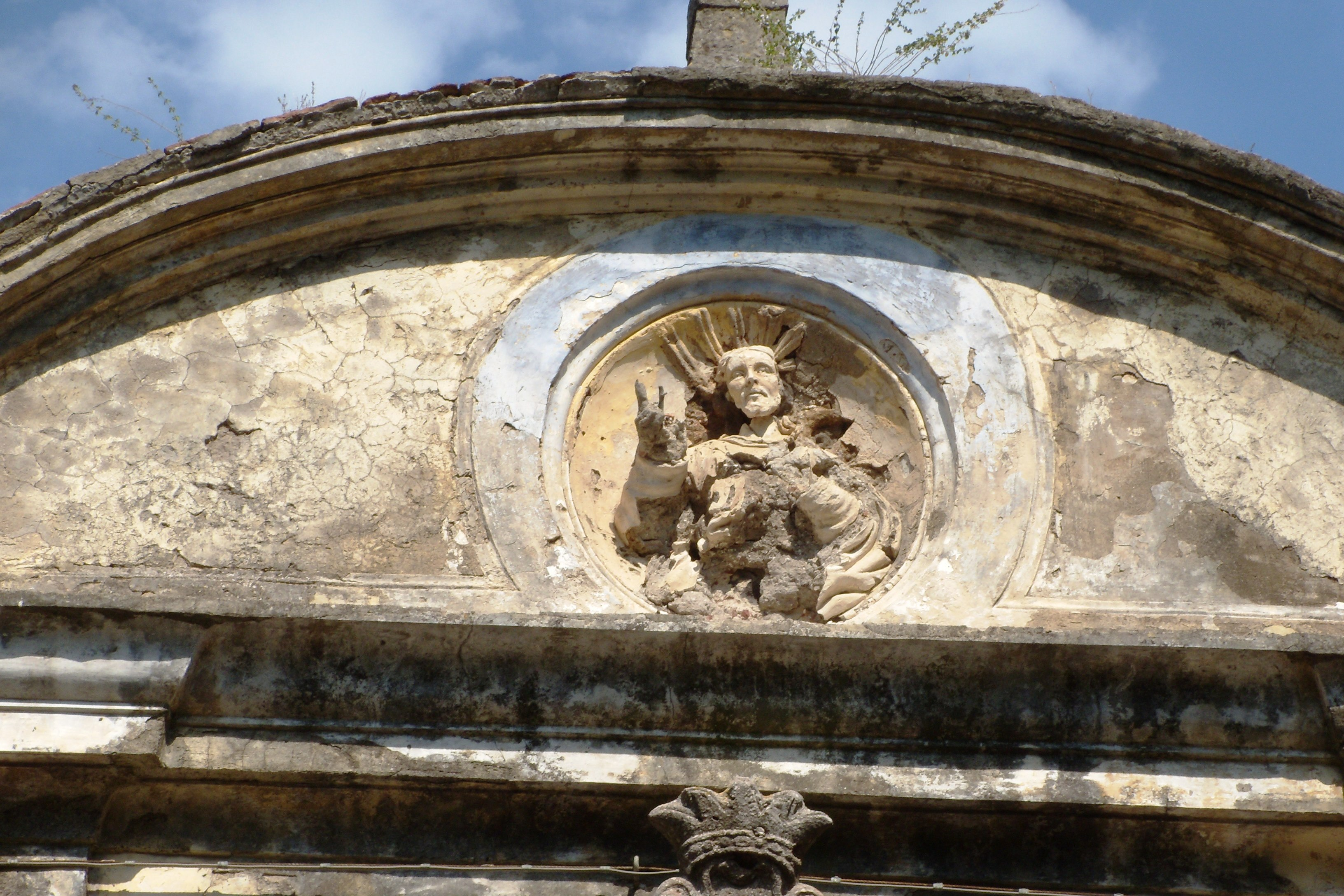
Particolare della facciata dell'oratorio.

Annesso al complesso abbaziale vi è un oratorio attualmente in stato di abbandono.
Il piccolo luogo sacro ospitava probabilmente una confraternita come lascia intuire lo stemma in pietra incastonato nella facciata raffigurante una stretta di mano, tre stelle e due spade incrociate.
La facciata, di fattura settecentesca, termina in un timpano semicircolare che ha al suo interno un cerchio con una scultura in stucco consunta raffigurante il Cristo benedicente.
Nell'architrave del portale c'è la scritta «SALVATORI.MVNDI.».